# 荒木哲
荒木 哲（あらき てつ、1994年11月27日 - ）は、日本のプロボクサー。岡山県倉敷市出身。第2代日本バンタム級ユース王者。斉藤スポーツボクシングジム所属。入場曲はWANIMAの「CHARM」。

## 人物
中学校の頃からユーリ阿久井政悟と交流があった。

## 来歴
2014年7月21日のプロデビュー戦は引分だったが、4か月後の試合でプロ初勝利。
その後3連勝して2015年9月27日に大阪市大第二体育館で清瀬天太と西日本バンタム級新人王決勝戦を戦い、5回1-2（48-47、46-49、47-48）の判定負けでプロ初黒星。
そして2018年10月11日に後楽園ホールで行われた「ダイヤモンドグローブ」にて大湾硫斗と日本日本ユース・バンタム級王座決定戦を行い、8回3-0（77-75、78-75、78-74）判定勝ちで日本ユース王座獲得に成功。翌2019年4月28日にサントピア岡山総社で行われた「第37回桃太郎ファイトボクシング」にて高田篤志と日本ユース・バンタム級タイトルマッチを行い、8回3-0（79-73×2、80-73）判定勝ちで日本ユース王座初防衛に成功。
2019年7月23日、元WBCバンタム級王者の山中慎介がアンバサダーを務める「山中慎介presents GOD'S LEFTバンタム級トーナメント」の一回戦として、後楽園ホールで南出仁と対戦し、6回0-3（56-58×2、57-58）で判定負け。

## 獲得タイトル
- 第2代日本バンタム級ユース王座（防衛1=返上）

## 戦績
- プロボクシング - 17戦14勝2敗1分（2KO）

| 戦           | 日付           | 勝敗 | 時間    | 内容    | 対戦相手                                 | 国籍 | 備考                                 |
| ------------ | -------------- | ---- | ------- | ------- | ---------------------------------------- | ---- | ------------------------------------ |
| 1            | 2014年7月21日  | 引分 | 4R      | 判定1-1 | 瓜生晃一（博多協栄）                     | 日本 | プロデビュー戦                       |
| 2            | 2014年11月16日 | 勝利 | 4R      | 判定3-0 | 瓜生晃一（博多協栄）                     | 日本 |                                      |
| 3            | 2015年4月5日   | 勝利 | 4R      | 判定3-0 | 山本竜輝（井岡）                         | 日本 | 2015年度西日本新人王 バンタム級予選  |
| 4            | 2015年5月9日   | 勝利 | 4R      | 判定3-0 | バッテン亮輔（渥美）                     | 日本 | 2015年度西日本新人王バンタム級予選   |
| 5            | 2015年7月19日  | 勝利 | 5R      | 判定2-1 | 藤岡拓弥（江見）                         | 日本 | 2015年度西日本新人王バンタム級準決勝 |
| 6            | 2015年9月27日  | 敗北 | 5R      | 判定1-2 | 清瀬天太（姫路木下）                     | 日本 | 2015年度西日本新人王バンタム級決勝   |
| 7            | 2016年4月3日   | 勝利 | 6R      | 判定    | 磯野鉱輔（真正）                         | 日本 |                                      |
| 8            | 2016年10月2日  | 勝利 | 6R      | 判定3-0 | 磯野鉱輔（真正）                         | 日本 |                                      |
| 9            | 2016年12月18日 | 勝利 | 8R      | 判定3-0 | 藤岡拓弥（VADY）                         | 日本 |                                      |
| 10           | 2017年4月16日  | 勝利 | 2R 1:51 | KO      | ペットガオガラット・ガオラーンレックジム | タイ |                                      |
| 11           | 2017年8月12日  | 勝利 | 8R      | 判定3-0 | 神之浦博（真正）                         | 日本 |                                      |
| 12           | 2017年10月29日 | 勝利 | 6R 2:50 | KO      | 大野顕（川崎新田）                       | 日本 |                                      |
| 13           | 2018年4月15日  | 勝利 | 8R      | 判定3-0 | 中村祐斗（市野）                         | 日本 |                                      |
| 14           | 2018年10月11日 | 勝利 | 8R      | 判定3-0 | 大湾硫斗（白井・具志堅）                 | 日本 | 日本ユースバンタム級王座決定戦       |
| 15           | 2019年2月11日  | 勝利 | 8R      | 判定3-0 | 伊集盛尚（琉豊）                         | 日本 |                                      |
| 16           | 2019年4月28日  | 勝利 | 8R      | 判定3-0 | 高田篤志（J中津）                        | 日本 | 日本ユース王座防衛1                  |
| 17           | 2019年7月23日  | 敗北 | 6R      | 判定0-3 | 南出仁（セレス）                         | 日本 | GOD’S LEFTバンタム級トーナメント予選 |
| テンプレート |                |      |         |         |                                          |      |                                      |